# الصحة في اليونان

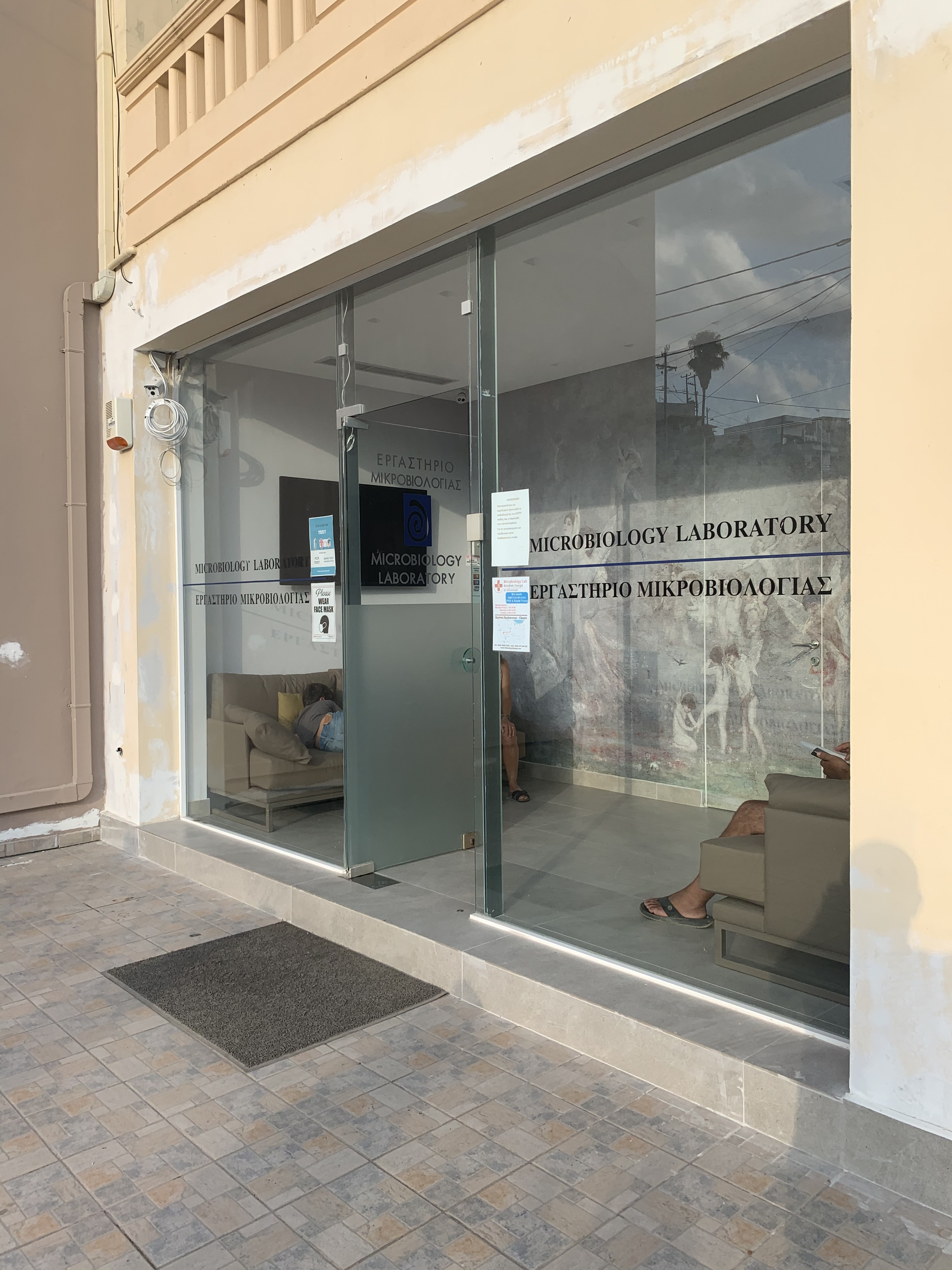
مختبر التحاليل الطبية في كاليفيس (كريت).

سجلت اليونان أعلى معدل للمدخنين الذكور في أوربا في عام 2015: 53%.في حين أن الرعاية الصحية العامة متاحة لجميع المواطنين من خلال الخدمة الصحية الوطنية (ESY)، فإن خيارات الرعاية الصحية الخاصة متوفرة أيضًا.